# Dryadoideae
Dryadoideae, potporodica ružovki. Postoji četiri priznata roda sa 24 vrste grmova i drveća. Ime je došlo po rodu osinica ili steljki (Dryas).
Biljke nisu trnovite. Lišće naizmjenično, jednostavno, ponekad perasto složeno; stipule listopadne ili postojane, slobodne ili prirasle uz peteljku; žilanje perasto. Pripadnici Dryadeae vežu dušik zajedno s bakterijom Frankijom. Prisutni su cijanogeni glikozidi, a sorbitol je prisutan u tragovima. Osnovni broj kromosoma za pleme je x = 9 (D. Potter i sur. 2007). Dryadeae su vjerojatno sjevernoameričkog porijekla.

## Opis
Dryadoideae je najmanja od 3 podporodice Rosaceae. Potporodica Dryadoideae sastoji se od četiri roda s 30 vrsta: Cercocarpus (11), Chamaebatia Benth. (2), Dryas L. (11) i Purshia DC. uključujući Cowania D.Don (6) (World Flora Online). To su biljke s osnovnim brojem kromosoma 9; njihovi plodovi su ili ahenijee ili skup plodova ahenija (Potter et al., 2007). Vrste roda Cercocarpus su grmovi ili stabla (Mortenson, 1973). Rod Dryas uključuje dugovječne grmove koji dominiraju vegetacijom Arktika (Philipp i Siegismund, 2003.). To su čučave biljke tundre i gorja, s puzavom razgranatom stabljikom. Važnu ulogu u naseljavanju golih stijena i kamenite podloge imaju zimzeleni predstavnici dryasa s moćnim korijenovim sustavom (Takhtajan, 2009.). Taksonomija unutar roda Dryas je kontroverzna zbog divljih hibrida (Philipp i Siegismund, 2003). Zanimljivo je da se među Rosaceae kvržičaste vrste koje fiksiraju dušik nalaze samo u potporodici Dryadoideae, dok rod Dryas uključuje blisko povezane kvržičaste vrste (Dryas drummondii) i nekvržičaste vrste (Dryas octopetala) (Billault-Penneteau et al., 2019.).
Mikromorfološka struktura lisnih ploški raznolika je u različitim taksonima, ali relativno stabilna unutar vrste, što omogućuje korištenje ovih svojstava u taksonomske svrhe (Attar i sur., 2019., Ullah i sur., 2021.). Među Rosaceae, detaljna istraživanja mikromorfologije površine lista provedena su u vrstama Amygdaloideae (Song i Hong, 2016, Omer i sur., 2017, Zamani i sur., 2017, Song i sur., 2020, Kumachova i sur. , 2021) i Rosoideae (Faghir et al., 2011, Adumitresei i Gostin, 2016, Khadgi i Weber, 2020). Međutim, vrlo je malo podataka o mikromorfologiji lisne površine predstavnika potporodice Dryadoideae, što je važno za taksonomiju Rosaceae.
Postoje opisi morfologije lista nekih vrsta Dryadoideae (Elkington, 1971, Mortenson, 1973, Marcysiak, 2014). Međutim, podaci o mikromorfologiji površine lista, koji su također važni za taksonomiju Rosaceae, izrazito su oskudni. Literaturni podaci ograničeni su na neke karakteristike površine dobivene svjetlosnom mikroskopijom i uključene u mikrohistološke identifikacijske ključeve vrsta Dryas integrifolia (Carrière, 2002.) i Cercocarpus (Mortenson, 1973.), kao i na opise Cercocarpus ledifolius i Purshia tridentata (Schrumpf, 1968) trihomi.

## Rodovi
1. Dryas L. (4 spp.), osinica
2. Chamaebatia Benth. (2 spp.), hamebacija
3. Purshia DC. (7 spp.), puršija
4. Cercocarpus Kunth (11 spp.), cerkokarpus